# Kaerepere
Kaerepere är en ort i Estland. Den ligger i Kehtna kommun och landskapet Raplamaa, i den centrala delen av landet, 50 km söder om huvudstaden Tallinn. Kaerepere ligger 71 meter över havet och antalet invånare är 544.
Terrängen runt Kaerepere är mycket platt. Runt Kaerepere är det glesbefolkat, med 10 invånare per kvadratkilometer. Närmaste större samhälle är Rapla, 5,5 km nordväst om Kaerepere. I omgivningarna runt Kaerepere växer i huvudsak blandskog.